# Cruciata valentinae
Cruciata valentinae är en måreväxtart som först beskrevs av Anatol I. Galushko, och fick sitt nu gällande namn av Anatol I. Galushko. Cruciata valentinae ingår i släktet korsmåror, och familjen måreväxter. Inga underarter finns listade i Catalogue of Life.